# Buñuelos
Les buñuelos, également appelés bimuelos, birmuelos, bermuelos, burmuelos, bunyols, bonuelos et bougnettes sont des beignets généralement farcis ou garnis. Ils proviennent vraisemblablement de la cuisine maghrébine sous l'influence maure ou séfarade et se sont répandus dans d’autres pays à la suite de l'expulsion des Juifs et des Morisques d’Espagne.
Goûter populaire dans de nombreux pays d’Amérique latine (en particulier au Colombie
), des Philippines, de Turquie, de Grèce et du Maroc[réf. nécessaire], les buñuelos sont un plat traditionnel de Noël, du Ramadan et de Hanoucca.

## Plat et variations
Les buñuelos consistent typiquement en une pâte à base de blé levé, parfumée à l’anis, finement roulée ou aplatie, découpée en plusieurs pièces, frite et assaisonnée. Ils peuvent être farcis avec une variété d’ingrédients, depuis la marmelade au fromage.